# Gedeutereerd pentaan
Gedeutereerd pentaan (ook aangeduid als pentaan-d12) is een gedeutereerd oplosmiddel met als brutoformule C5D12. Het is een isotopoloog van n-pentaan en kan gebruikt worden als oplosmiddel in de NMR-spectroscopie. De stof komt bij kamertemperatuur voor als een kleurloze vloeistof, die onoplosbaar is in water. Net als n-pentaan is ook de gedeutereerde variant ontvlambaar.